# Synagoge (Gerstheim)

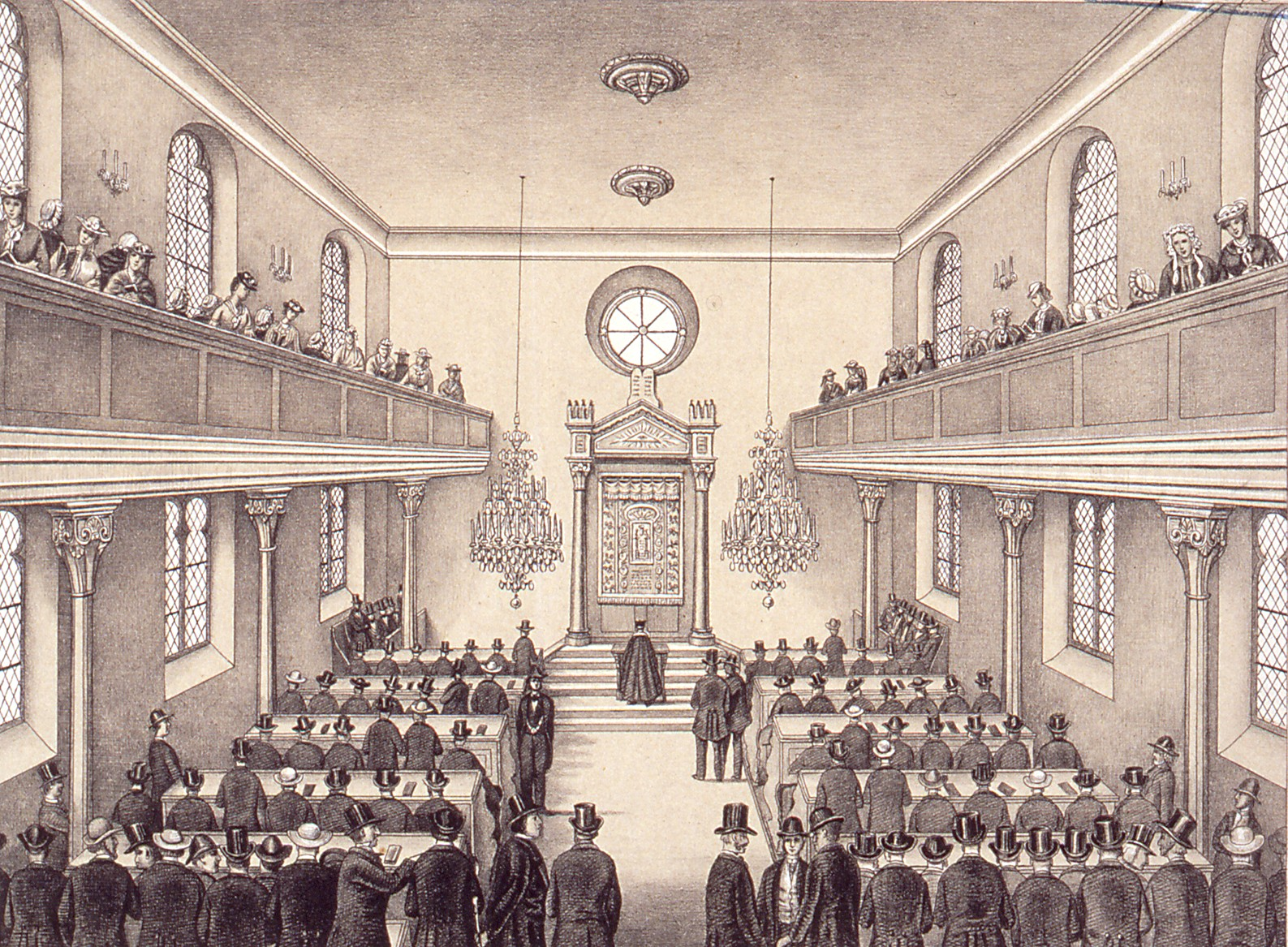
Innenansicht der Synagoge in Gerstheim (Lithographie von A. Netter, 1874)

Die Synagoge in Gerstheim, einer französischen Gemeinde im Département Bas-Rhin in der Region Grand Est, wurde 1873/74 errichtet. Die Synagoge befand sich in der Rue du Rhin.
Um 1870 beschloss die Jüdische Gemeinde Gerstheim den Bau einer neuen Synagoge, die mehr im Dorfkern liegen sollte. Am 14. Oktober 1874 wurde die neue Synagoge eingeweiht. 
Im Jahr 1940 wurde die Synagoge durch deutsche Soldaten während des Zweiten Weltkriegs geschändet, geplündert und danach als Gefangenenlager zweckentfremdet.
Das Synagogengebäude wurde wegen Baufälligkeit im Jahr 1966 abgebrochen.